# Lamscheid
Lamscheid ist ein Ortsteil der Ortsgemeinde Leiningen im Rhein-Hunsrück-Kreis in Rheinland-Pfalz.  Bis 1969 war Lamscheid  eine eigenständige Gemeinde.

## Geographie
Lamscheid liegt im östlichen Hunsrück ca. 2 km westlich der Autobahn A 61, direkt am Schinderhannes-Radweg.

## Geschichte
Am 7. Juni 1969 wurde Lamscheid in die Gemeinde Leiningen eingegliedert.